# Merlet major
El merlet major (Pyrgus alveus) és una espècie de lepidòpter papilionoïdeu de la família dels hespèrids (Hesperiidae) present als Països Catalans.

## Distribució
Present a gran part d'Europa, des de la península Ibèrica, centre de la península Itàlica als Apenins, i centre de Grècia fins als 63°N a Escandinàvia, Finlàndia i nord-oest de la Rússia europea. També present al nord d'Àfrica, al Marroc i Algèria, així com a l'Àsia temperada des de Turquia fins a l'oest i sud de Sibèria, Mongòlia, Transbaikàlia i nord de la Xina. Absent de la façana nord de la part central d'Europa, des del nord-oest de França fins a Dinamarca, així com de les principals illes mediterrànies i de les illes Britàniques. A la península Ibèrica es troba en zones muntanyoses de la meitat nord, mentre que és més escassa en altres serralades de la meitat sud, com les Serralades Bètiques. A Catalunya es troba als Pirineus, Prepirineus, Serralada Transversal i Montseny, mentre que als Ports de Tortosa-Beseit hi havia estat present, però no es disposa de dades recents.

## Descripció
Envergadura alar d'entre 24 i 29 mm. Lleuger dimorfisme sexual en presentar el mascle un plec costal a l'ala anterior i un pinzell de pèls a la tíbia de la pota posterior. Anvers de l'ala anterior amb el fons bru fosc, una escamació grisa a la base i diverses petites taques blanques, sobretot a la meitat exterior. Anvers de l'ala posterior també de color bru fosc amb taques blanquinoses difuses que formen dues bandes. Ambdues ales tenen les fímbries escaquejades. Revers de l'ala anterior similar a l'anvers, però més clara. Revers de l'ala posterior amb el fons bru verdós i diverses taques blanques, de les quals en destaca una amb el marge interior recte a la part exterior (espais E4–E5), la qual permet distingir-lo d'altres membres del gènere Pyrgus amb qui conviu a l'alta muntanya. En el cas del molt semblant merlet major bessó (Pyrgus bellieri), és necessari estudiar la genitàlia masculina o fer estudis genètics per separar-los.

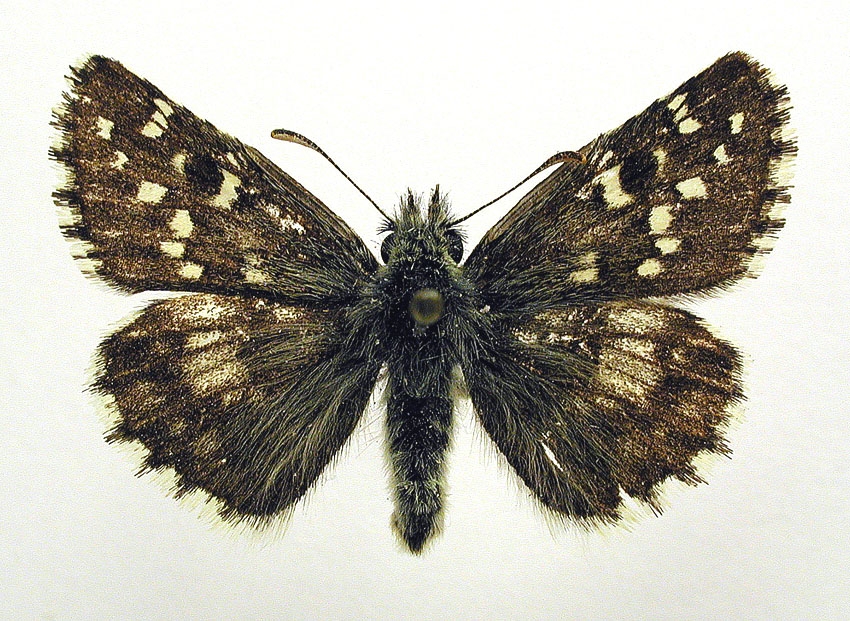
Anvers

## Hàbitat
Zones herbades, tant seques com humides, amb abundància de flors, com ara prats, clarianes, barrancs o vores de camins. A Escandinàvia, en altitud, ocupa erms pedregosos amb prats humits i rierols, mentre que a baixa alçada es troba en sòls secs amb herba escassa. Rang altitudinal des dels 100 m fins als 2800 m. L'eruga s'alimenta de diverses rosàcies de caràcter herbaci del gènere Potentilla, com ara P. sterilis al centre d'Europa, i cistàcies del gènere Helianthemum, sobretot H. nummularium, però també H. croceum al nord d'Àfrica i H. hirtum al sud de la península Ibèrica, on també s'ha registrat la cistàcia Halimium lasianthum. A Escandinàvia també es coneix la rosàcia Agrimonia eupatoria.

## Període de vol i hibernació
A gran part de la seva distribució vola en una generació entre finals de juny i mitjans d'agost, en funció de la localitat, l'altitud i la temporada, mentre que al nord d'Àfrica també vola en una generació, però entre finals de maig i finals de juny. A Catalunya, s'observa el màxim d'adults al mes de maig, tot i que se'n poden veure durant tot l'estiu fins al setembre, de manera que podria ser que existís una segona generació parcial. Tot i això, la dificultat de separar aquesta espècie del molt semblant merlet major bessó (Pyrgus bellieri), fa que aquest aspecte de la seva ecologia no estigui confirmat. Hiverna com a eruga a gran part de la seva distribució, excepte al seu extrem nord, a Escandinàvia, on hiberna com a ou.

## Comportament i particularitats biològiques
Els mascles són territorials. Les erugues s'aixopluguen en una fulla de la seva planta nutrícia que mantenen plegada amb fils de seda.

## Espècies ibèriques similars
- Merlet boreal (Pyrgus andromedae)
- Merlet ruderal (Pyrgus armoricanus)
- Merlet major bessó (Pyrgus bellieri)
- Merlet alpí (Pyrgus cacaliae)
- Merlet reial (Pyrgus carthami)
- Pyrgus cinarae
- Merlet rogenc (Pyrgus cirsii)
- Merlet comú (Pyrgus malvoides)
- Merlet dels erms (Pyrgus onopordi)
- Merlet olivaci (Pyrgus serratulae)
- Pyrgus sidae

## Galeria

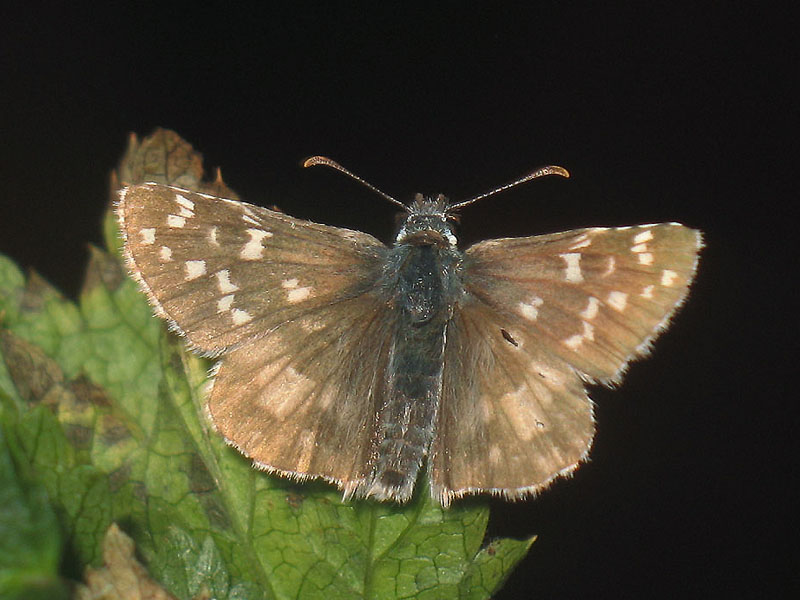
Anvers d'un adult
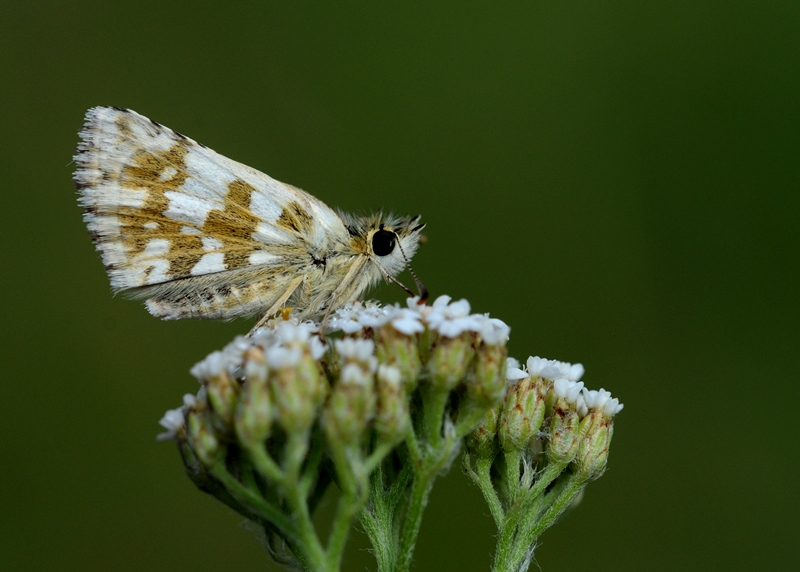
Revers d'un adult